# Zenon Modzelewski
Zenon Modzelewski (ur. 15 stycznia 1933 w Pęsach koło Zambrowa, zm. 30 maja 1996 w Paryżu) – polski duchowny rzymskokatolicki, pallotyn, wieloletni superior Regii Francuskiej Stowarzyszenia Apostolstwa Katolickiego, dyrektor paryskiego wydawnictwa Éditions du Dialogue oraz ośrodka kulturalnego Centrum Dialogu.

## Życiorys
Urodził się w rodzinie potomków szlachty zagrodowej jako syn Wacława i Władysławy z domu Pęskiej. Po wstąpieniu do zgromadzenia pallotynów studiował w seminarium w Ołtarzewie. Święcenia kapłańskie przyjął 19 czerwca 1958 w Ołtarzewie z rąk biskupa Zygmunta Choromańskiego. W kolejnych latach kontynuował studia na Katolickim Uniwersytecie Lubelskim, na podstawie pracy Miłość naturalna jako wewnętrzna celowość bytu według św. Tomasza z Akwinu uzyskując 20 czerwca 1961 magisterium na Wydziale Filozofii Chrześcijańskiej, a po przedstawieniu rozprawy Estetyka średniowiecznego dramatu liturgicznego 27 czerwca 1963 odbierając dyplom magistra polonistyki. Ta ostatnia praca, przygotowana na seminarium magisterskim prof. Ireny Sławińskiej, została ogłoszona drukiem w „Rocznikach Humanistycznych” (1964, tom 12), spotykając się z uznaniem recenzenta Bronisława Nadolskiego. W latach lubelskich ks. Modzelewski chętnie uczestniczył w studenckim ruchu naukowym, np. w dyskusjach po prelekcjach wybitnych wykładowców (m.in. prof. Romana Ingardena).
Przez pewien czas Modzelewski pracował jako duszpasterz w Monachium. Potem znalazł się w Paryżu, gdzie dołączył do dawnego kolegi ze studiów seminaryjnych Józefa Sadzika. W latach 1975–1977 uzupełniał studia filozoficzne na paryskiej Sorbonie. W 1972 objął na piętnaście lat (do 1987) funkcję superiora pallotyńskiej Regii Francuskiej. W 1980 po śmierci ks. Sadzika przejął jego obowiązki jako dyrektora i redaktora ośrodka wydawniczego Éditions du Dialogue oraz dyrektora ośrodka odczytowego Centrum Dialogu. Jako szef Éditions du Dialogue kontynuował prace nad seriami wydawniczymi „Znaki czasu” i „Świadkowie XX wieku”; pod redakcją Modzelewskiego ukazało się 56 tomów pierwszej serii i 5 tomów drugiej serii.
Modzelewski zasłużył się również pracą na stanowisku dyrektora Centrum Dialogu. Z powodzeniem kontynuował działalność Józefa Sadzika, utrwalając pozycję Centrum jako znaczącego ośrodka kultury i nauki, skupiającego nie tylko środowiska katolickie, ale ogólnie polskich, a nawet nie tylko polskich intelektualistów i artystów. Modzelewski zdołał zarówno podtrzymać kontakty nawiązane przez swojego poprzednika, jak i pozyskać do współpracy szereg nowych postaci. Przyjaźnił się i gościł w Centrum m.in. Czesława Miłosza, Józefa Czapskiego, Jana Lebensteina, tego ostatniego nakłaniając do wykonania fresku Sąd Ostateczny w sali odczytowej Centrum. W 1989 zorganizował w Centrum Dialogu spotkanie Lecha Wałęsy z Jerzym Giedroyciem. Wielokrotnie wygłaszał słowa wstępne do organizowanych w Centrum spotkań, poruszając przy tym często tematy literackie, np. w 1987 żegnał zmarłego historyka i literata Michała Borwicza.
Zasługi ks. Modzelewskiego dla Centrum Dialogu podkreślał m.in. Adam Zagajewski. Działalność ta została doceniona również przez polskie władze państwowe, które uhonorowały Modzelewskiego Krzyżem Komandorskim Orderu Odrodzenia Polski (1993) oraz dyplomem Ministra Spraw Zagranicznych za szerzenie kultury polskiej na emigracji (1992). W 1995 pallotyn otrzymał nagrodę im. brata Alberta, przyznawaną przez Unię Chrześcijańsko-Społeczną. 
Modzelewski był członkiem Towarzystwa Historyczno-Literackiego w Paryżu. W 1996 ponownie wybrany został na przełożonego Regii Francuskiej zgromadzenia pallotynów, jednak zaledwie dwa miesiące później 30 maja 1996 zmarł nagle w Paryżu, doznawszy wylewu krwi do mózgu. Następcą jego na czele Regii Francuskiej został ks. Henryk Hoser. 